# Harry Gregg
Henry "Harry" Gregg (født 27. oktober 1932, død 16. februar 2020) var en fodboldspiller fra Nordirland, hvor han fungerede som målmand. 
I 1957 blev han solgt som målmand til Manchester United. Han var kendt for at have overlevet det flystyrt, som i 1958 kostede 8 United-spillere, samt 15 andre livet, og efterfølgende for at have reddet andre overlevende ud af det brændende fly. Flystyrtet er bedre kendt som München-ulykken.